# Richlawn
Richlawn – miasto w Stanach Zjednoczonych, w stanie Kentucky, w hrabstwie Jefferson.